# Robertine Barry

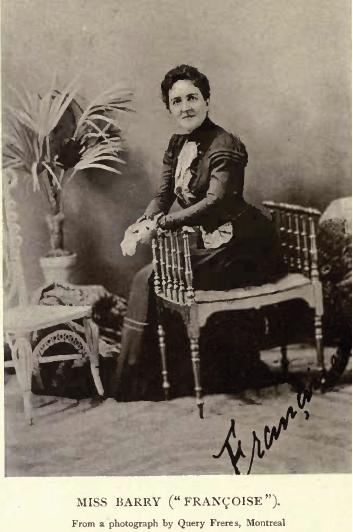
Robertine Barry (1930)

Robertine Barry, Pseudonym Françoise, (* 26. Februar 1863 in L’Île-Verte, Québec; † 7. Januar 1910 in Montreal) war eine kanadische Journalistin und Frauenrechtlerin. Sie gilt als die erste Journalistin im frankokanadischen Raum.

## Biographie

### Frühe Jahre
Robertine Barry wurde als eine Tochter von Aglaée Rouleau und John Edmond Barry geboren. Der Vater, ein gebürtiger Ire und Nachkomme einer angesehenen Familie, war Mitte des 19. Jahrhunderts nach Kanada eingewandert, als in Irland die große Hungersnot herrschte. Er wurde im Holzhandel erfolgreich und leitete das größte Sägewerk am oberen Nordufer des Sankt-Lorenz-Stroms. Er stieg zu einer bedeutenden Persönlichkeit in der Saguenay-Region auf und bekleidete mehrere Ämter wie das des Bürgermeisters; zudem war er Vizekonsul von Schweden und Norwegen. Die Mutter stammte aus L’Île-Verte. Das Ehepaar bekam 13 Kinder, von denen Robertine das neunte war.
Von 1868 bis 1873 besuchte Robertine Barry die Volksschule in Les Escoumins und anschließend als Tagesschülerin das Couvent Jésus-Marie in Trois-Pistoles, wohin die Barrys umgezogen waren, nachdem der Vater in Ruhestand gegangen war. Von September 1880 bis Juli 1882 war sie Internatsschülerin bei den Ursulinen in Québec. Dort verfasste sie erste Beiträge für die Schülerzeitung L’Écho du cloître. Sie wollte Journalistin werden, aber zu diesem Zeitpunkt gab es im französischsprachigen Kanada in diesem Beruf keine Frauen. Außerdem galt es für Frauen aus der Mittelschicht als unschicklich zu arbeiten. Als ihr damaliger Verlobter ihre beruflichen Pläne nicht unterstützte, beendete sie die Beziehung.
Über mehrere Jahre bot Robertine Barry verschiedenen Zeitungsherausgebern ihre Artikel und ihre Mitarbeit an. Ein Herausgeber wollte, dass Artikel von ihr nicht unter ihrem weiblichen Namen erscheinen sollten, was Barry aber ablehnte. Nachdem eine ihrer Schwestern Nonne geworden war, versuchte die Familie sie vergeblich zu überzeugen, ebenfalls in ein Kloster einzutreten.

### Beruflicher Werdegang
Schließlich fand Robertine Barry in Honoré Beaugrand einen Herausgeber, der bereit war, sie bei der liberalen Zeitung La Patrie in Montreal anzustellen und ihre Artikel zu veröffentlichen. Er sagte Barry auch zu, sie nicht auf Frauenthemen zu beschränken. Ab 1891 verfasste sie unter dem Pseudonym Françoise Artikel für La Patrie. Es folgten drei Geschichten, die später mit weiteren in ihr Buch Fleurs champêtres aufgenommen wurden. Vom 21. Sept. 1891 bis zum 5. März 1900 schrieb Françoise jeden Montag ihre Chronique du lundi, die auf der Titelseite erschien. Darin besprach sie viele verschiedene Themen wie Frauenwahlrecht, soziale Gerechtigkeit, die Notwendigkeit von Heimen für Arme, Alte und weibliche Opfer familiärer Gewalt, Kinderarbeit, die Gründung öffentlicher Bibliotheken und konfessionslose Bildung. Sie forderte, dass Frauen die Universität besuchen und die gleichen Berufe wie Männer ausüben dürfen: „Ich träume … von Stühlen in Universitäten, besetzt von Frauen.“ Sie prangerte die Bemühungen des Klerus an, die Bürger von Quèbec einzuschüchtern, die sich auf die Seite der Liberalen Partei stellten: So weigerten sich Priester etwa, Frauen die Beichte abzunehmen, wenn deren Ehemänner für liberale Kandidaten stimmten. Aber obwohl Leser und Kollegen ihre Arbeit schätzten und lobten, wurde sie von anderer Seite als „Flittchen“ oder in herabwürdigender Absicht als „Monsieur“ bezeichnet. Einer der Wortführer war Henri Bourassa, ein „notorischer Antifeminist“, der 1910 die Zeitung Le Devoir gegründet hatte.
1899 kamen in Québec Gerüchte über Robertine Barry in Umlauf, weil sich der junge Dichter Émile Nelligan, 16 Jahre jünger als sie, in sie verliebt hatte und sie täglich besuchte. Im August 1899 musste Nelligan, Sohn einer Freundin von Barry, nach einem Selbstmordversuch in ein psychiatrisches Krankenhaus eingeliefert werden. Barry hielt ihre Korrespondenz und die Gedichte, die er für sie verfasst hatte, unter Verschluss. Obwohl Nelligan anschließend nie wieder schrieb, gilt er als einer der bedeutendsten französischsprachigen Dichter Kanadas.
Im Jahr 1900 veröffentlichte Barry unter dem Titel Chroniques du lundi eine Sammlung von 87 ihrer Artikel, die zwischen 1891 und 1895 in La Patrie erschienen waren. Gleichzeitig arbeitete sie an der wöchentlichen Frauenseite der Zeitung Coin de Fanchette mit und schrieb auch für andere Publikationen in Montreal. Von April bis September 1900 berichtete sie unter dem Titel Lettre de Françoise von der Weltausstellung in Paris, zu der sie gemeinsam mit Joséphine Dandurand als Vertreterin der Frauen Kanadas entsandt worden war. Nach ihrer Rückkehr erkrankte Barry an Typhus, wovon sie sich aber nach ein paar Wochen im Krankenhaus erholten konnte.
1902 gründete Robertine Barry die Zweimonatsschrift Le Journal de Françoise, finanziert mit eigenen Ersparnissen. Sie erschien vom 29. März 1902 bis zum 15. April 1909. Unter den rund 500 Autorinnen und Autoren, die für die Zeitschrift arbeiteten, befanden sich prominente Personen wie Juliette Adam und Jules Claretie, andere spätere bekannte Autoren konnten im Journal ihre Karriere beginnen. Die Zeitschrift richtete sich hauptsächlich, aber nicht ausschließlich, an Frauen.

### Engagement neben dem Beruf
Françoise wurde eine populäre Persönlichkeit in Montreal, die sich gesellschaftlich und sozial engagierte: Sie wurde zu Veranstaltungen eingeladen und fungierte als Schirmherrin von Wohltätigkeitsveranstaltungen. Sie hielt Vorträge, in denen sie bessere Lebensbedingungen für Kinder, alte Menschen und Frauen forderte, und profilierte sich als führende Frauenrechtlerin in Québec. Jeden Donnerstag hielt Barry, eine Frau mit „blend of vitality, intelligence, and good humour“, einen Salon ab, in dem Bohemiens und Freidenker verkehrten. Sie setzte sich über die damals für Frauen geltenden Konventionen hinweg, indem sie Fahrrad fuhr, nachts allein durch die Straßen ging und ohne Begleitung reiste. (Schon über ihre Mutter wurde die Anekdote berichtet, dass sie mit Reifrock die Kirche besucht hatte, weshalb ihr die Kommunion verweigert wurde.) 1905 hatte das Theaterstück Méprise von ihr Premiere, das gute Kritiken erhielt.
1904 besuchte Robertine Barry die Weltausstellung in St. Louis zusammen mit 15 anderen kanadischen Journalistinnen. Gemeinsam gründeten sie den Canadian Women's Press Club, zu dessen Vizepräsidentin Barry gewählt wurde. Auch fungierte sie als Präsidentin der Association des femmes journalistes canadiennes-françaises (Vereinigung französisch-kanadischer Journalistinnen) und war Gründungsmitglied der ersten frankokanadischen feministischen Vereinigung Fédération nationale Saint-Jean-Baptiste (FNSJB). 1906 vertrat sie Kanada erneut, bei der Weltausstellung in Mailand und reiste anschließend mit einer ihrer Schwestern nach Paris.
Auf dem Kongress der FNSJB im Jahr 1909 hielt Barry eine Rede über Journalismus und Volksbildung, in der sie im Gegensatz zu anderen Rednerinnen nichts über Glauben oder die Rolle der Frau als Ehefrau und Mutter sagte. Anschließend schrieb die Präsidentin der FNSJB, Marie Gérin-Lajoie, an den Erzbischof von Montréal, Paul Bruchési, um zu fragen, ob „das Gewissen der Frauen, die die Föderation leiten, mit einer Sünde befleckt wäre, wenn sie die Veröffentlichung von Miss Barrys Rede zuließen“. Der Erzbischof antwortete, dass die Veröffentlichung zwar keine Sünde wäre, diese Rede aber „falsch, sehr unvollständig und absolut außerhalb der Grenzen der christlichen Idee“ sei. Barrys Rede wurde nicht in den Protokollen des Kongresses veröffentlicht.
Am 15. April 1909 musste Robertine Barry nach sieben Jahren die Herausgabe des Journal de Françoise aus finanziellen Gründen einstellen. Da sie sich für die Arbeitsbedingungen von Frauen engagiert hatte, ernannte der Premierminister von Québec, Lomer Gouin, sie zur Inspektorin für Fabriken. Doch sie empfand diese Arbeit als unbefriedigend und verfiel in eine Depression. Sie machte eine weitere Reise nach Paris, um sich zu erholen. Wenige Monate später starb sie in Montreal im Alter von 46 Jahren an einem Schlaganfall. Sie wurde auf dem dortigen Friedhof Notre-Dame-des-Neiges bestattet.

## Ehrungen
1904 ernannte die französische Regierung Françoise zum Officier d’Académie.
Ein Klassenzimmer am Collège Marie-de-l'Incarnation in Trois-Rivières trägt Barrys Namen, ebenso wie zwei Straßen, eine in Montréal und die andere in Baie-Comeau. In den Orten L’Isle-Verte und Les Escoumins, wo sie als Kind lebte, wurden Gedenktafeln zu ihren Ehren enthüllt.
Von 1984 bis 2000 wurde jährlich vom Canadian Research Institute for the Advancement of Women der Robertine Barry Prize an Autorinnen von Artikeln über Frauenthemen vergeben.
2020 befand sich der Name von Robertine Barry auf einer Liste von acht Personen, die zur Auswahl standen, um auf der kanadischen fünf-Dollar-Note abgebildet zu werden und das bisherige Konterfei von Premierminister Wilfrid Laurier zu ersetzen.